# 1999년 선댄스 영화제
제15회 선댄스 영화제는 1999년 1월 21일에 열린 시상식이다.

## 수상 및 후보

### 심사위원대상(미국 드라마)
- 쓰리 시즌 - 토니 뷔 수상
- 세바스찬 콜의 모험 - 토드 윌리엄스
- The Autumn Heart - Steven Maler
- Getting to Know You - Lisanne Skyler
- 귀네비어 - 오드리 웰스
- 해피 텍사스 - 마크 일슬리
- The Hi-Line - Ron Judkins
- The Item - 다니엘 리 클락
- 조이 더 킹 - 프랭크 월리
- 주디 베를린 - 에릭 멘델손
- 마이너스 맨 - 햄톤 팬커
- 로버타 - 에릭 맨델바움
- 슬리핑-다운 라이프 - 토니 칼렘
- 보물섬 - 스콧 킹
- Trick - 짐 펄
- 텀블위즈 - 게빈 오코너

### 심사위원대상(미국 다큐멘터리)
- 아메리칸 무비 - 크리스 스미스 수상
- American Masters - Michael Epstein
- American Hollow - 로리 케네디
- 아메리칸 핌프 - 알버트 휴즈
- 블랙 프레스 - 스탠리 넬슨
- Death: A Love Story - Michelle LeBrun
- Home Page - Doug Block
- The Legacy: Murder & Media, Politics & Prisons - Michael J. Moore
- The Living Museum - 제시카 유
- 온 더 로프 - 나넷 버스타인 외 1인
- 래빗 인 더 문 - 오모리 에미코
- 사망 통지서 - 바바라 소네본
- 애나벨 청 스토리 - 고프 루이스
- 싱 패스터 - 존 엘스
- The Source - 척 워크먼
- Speaking in Strings - Paola di Florio

### 각본상(미국 드라마)
- 귀네비어 - 오드리 웰스 수상
- 조이 더 킹 - 프랭크 월리 수상

### 심사위원특별상(미국 드라마)
- 해피 텍사스 - 스티브 잔 수상
- 보물섬 - 스콧 킹 수상

### 심사위원특별상(미국 다큐멘터리)
- 피쉬벨리 화이트 - 마이클 버크 수상
- 온 더 로프 - 나넷 버스타인 외1명 수상

### 심사위원특별상-앙상블연기
- 모어 - 마크 오스본 수상

### 관객상 - 단편
- 쓰리 시즌 - 토니 뷔 수상
- 롤라 런 - 톰 티크베어 수상
- 생명의 기차 - 라두 미하일레아누 수상
- 진기스 블루스 - Roko Belic 수상

### 필름메이커 트로피
- 텀블위즈 - 게빈 오코너 수상
- 싱 패스터 - 존 엘스 수상

### 감독상
- 주디 베를린 - 에릭 멘델손 수상
- 사망 통지서 - 바바라 소네본 수상

### 촬영상
- 쓰리 시즌 - 리사 린즐러 수상
- 래빗 인 더 문 - 오모리 에미코 수상

### 표현의자유상
- 블랙 프레스 - 스탠리 넬슨 수상

### 라틴아메리카영화대상
- 산티토스 - 알레한드로 스프링갤 수상

### 단편영화특별언급
- 아토믹 타바스코 - 제임스 콕스 수상
- 컴 언투 미 - 니콜 카텔 수상
- 데빌 돌/링 풀 - Jarl Olsen 수상
- 팩 오브 기프트 - Corky Quackenbush 수상
- 스터블 트러블 - Philip Holahan 수상